# エベレスト
エベレスト（英: Everest）は、ヒマラヤ山脈にある世界最高峰の山である。山頂は、ネパールと中華人民共和国との国境上にある。
エベレストはインド測量局 (Survey of India) で長官を務めたジョージ・エベレストにちなんで命名された。チョモランマ（チベット語: ཇོ་མོ་གླང་མ、中国語: 珠穆朗玛峰）、サガルマータ（ネパール語: सगरमाथा）の名称でも知られる。
1920年代から長きにわたる挑戦の末、1953年にイギリス探検隊のメンバーでニュージーランド出身の登山家であるエドモンド・ヒラリーとネパール出身のシェルパであるテンジン・ノルゲイによって初登頂がなされた。
エベレストの標高については諸説あり、1954年にインド測量局が周辺12か所で測定し、その結果を平均して得られた8848 mという数値が長年一般に認められてきた。1999年、全米地理学協会はGPSによる測定値が8850 mだったと発表した。2020年、中国・ネパールは合同で北斗とGPSによる測定値が従来の測定値より僅かに高い8848.86 mであったと発表した。厳密には地殻変動などの影響によって標高は年々変動していると考えられている。
エベレストの南麓に位置するネパールのサガルマータ国立公園はユネスコの世界遺産に登録されている。

## 名称

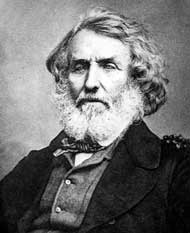
ジョージ・エベレスト

現在、エベレストはネパールでは「サガルマータ (सगरमाथा Sagarmatha)」、中国のチベット地区やチベット人では「チョモランマ (ཇོ་མོ་གླང་མ་ jo mo glang ma)」、中国では珠穆朗瑪峰 (Zhūmùlǎngmǎ Fēng) または聖母峰 (Shèngmǔ Fēng) と呼ばれている。
エベレストの存在が初めて文献上にあらわれたのは1717年、康熙帝の命令を受けてイエズス会士ジャン・バティスト・レジス (Jean-Baptiste Régis) が『皇輿全覧図』と呼ばれる中国地図を作成したときであった。そのチベット部分、現在のエベレストの位置に山の絵が描かれ「朱母郎馬阿林」（チュムランマアリン）と表記されている。この地図はレジス神父の故国フランスに送られ、それを受け取った同僚のイエズス会士ジャン＝バティスト・デュ・アルドが地図製作者のジャン・バティスト・ブルギニョン・ダンヴィル (Jean-Baptiste Bourguignon d’Anville) に託し、ダンヴィルによって1735年、『中国新地図集』(Nouvel Atlas de la Chine) として出版された。ダンヴィルの地図では「チュム・ランクマ」(Tchoumou Lancma) と表記されている。これがヨーロッパに「チョモランマ」の名称が初めて紹介されたときである。
イギリス東インド会社は1765年以降、測量局を設けてインド各地の詳細な地図の作成を行っていた。1815年、ベンガル、ボンベイ、マドラスにあった3つの測量部が統合されてインド測量局が発足。さらに1818年8月1日にはインド大三角測量部 (The Great Trigonomentrical Survey of India) が別に設けられ、三角測量のエキスパートであるウィリアム・ラムトン (William Lambton) が部長に、28歳の士官候補生ジョージ・エベレストが主任助手に任命された。1833年に組織改編で大三角測量部がインド測量局の傘下に入り、ラムトンの逝去によってエベレストが第2代測量部長となった。1830年にはエベレストはインド測量局長官も兼務することになる。
エベレスト長官はインドの南岸からヒマラヤ山麓までの三角測量を終え、1843年にアンドリュー・スコット・ウォーに長官職を譲って退任した。ウォー長官の時代にヒマラヤ山脈の山々の計測が行われ、まずカンチェンジュンガが世界最高峰であると考えられた。しかし、彼らはさらに奥地にある山に興味を持った。この山は初め「ピークb」(Peak b)、次に「ピークh」(Peak h) のちに「ピーク15」(Peak XV) と呼ばれるようになる。インド測量局の主任測量士でデヘラードゥーンに駐在していたラーダナート・シクダール (Radhanath Sickdhar) がピーク15の測量を行い、海抜8840 mという標高を算定した（シクダールはエベレストが世界最高峰であると考えた最初の一人であるとされている）。ピーク15の地域はネパールとチベットに挟まれていたが、どちらの国にも入国ができなかったため、インド測量局では山の地域での呼称を確定できなかった。
1856年3月、ウォー長官はピーク15が8840 mでカンチェンジュンガの測量値（8582 m）よりも高く、おそらく世界最高峰であるという書簡を王立地理学協会に送付した。この書簡の中で、ピーク15の名称を「地方での呼び名は数多くあるだろうから、どれか一つを選ぶのは難しい」として、前任長官のエベレストにちなんで山の名前を「エベレスト山」（初めMont Everest、のちにMount Everest）としたいとし、以下のように述べた。
まだ存命中だったジョージ・エベレスト自身は、この名前がヒンディー語と無関係でインドの人々に発音できない名前であるとして反対し、地理学協会にその旨を書き送ったが、1856年8月に開かれたベンガル・アジア協会の会合で世界最高峰の発見が報告されたあとの9月に王立地理学協会が「エベレスト山」の名称を受け入れ、インド政庁も承認した。ちなみに現在のエベレストの発音（IPA：/ˈɛvərɪst/ または /ˈɛvərɨst/ EV-er-est）と実際のジョージ・エベレストの発音（/ˈiːvrɪst/ EAVE-rest）は異なっている。
ピーク15の名称については、ネパールに駐在した外交官ブライアン・ホジソンが1856年に地元で「デヴァドゥンガ」(Devadhunga) と呼ばれていると唱え、1907年にはインド測量局の技師ナタ・シン (Natha Singh) が地元の民が「チョー・ルンブ」(Chho Lungbhu) と呼んでいることを記録している。1909年にはエベレスト登攀のための情報収集をしていたグルカ連隊の将校チャールズ・グランヴィル・ブルース (Charles Granville Bruce) がクーンブ地方の出身のシェルパから「チョモ・ルンモ」(Chomo Lungmo) という名前を聞いている。他にも19世紀の終わりには「チョモカンカル」(Chomokangkar) というのが山の名前であるといわれたこともあったが、インド測量局は一貫して「エベレスト」の呼称を用い続けた。
1950年代に入って中国政府がチベット名「チョモランマ（Chomolangma、珠穆朗瑪）」を採用した。これは「世界の母なる女神」の意味であるという。1960年代にはネパール政府が「サガルマータ（世界の頂上の意味）」という名称を示した。この名前はネパールの著名な歴史学者バーブラーム・アーチャリヤが1938年に文芸誌『シャルダ』に紹介したものだが、カトマンズでは知られていない一部の地域での名称だった。ネパールは以後、この名称を使い続けている。
山の名称に人名を用いたことについては王立地理学協会やインド政庁でも議論があり、悪しき先例になると考えた人々も多かった。エベレスト山という名称が受け入れられたあとで、世界第2位のK2に関しても名称を「ウォー山（Mount Waugh、1860年）」あるいは「ゴドウィン・オースティン峰（Godwin-Austen、1886年）」としようという動きがあったが、いずれも地理学協会やインド政庁が受け入れなかった。

## 標高

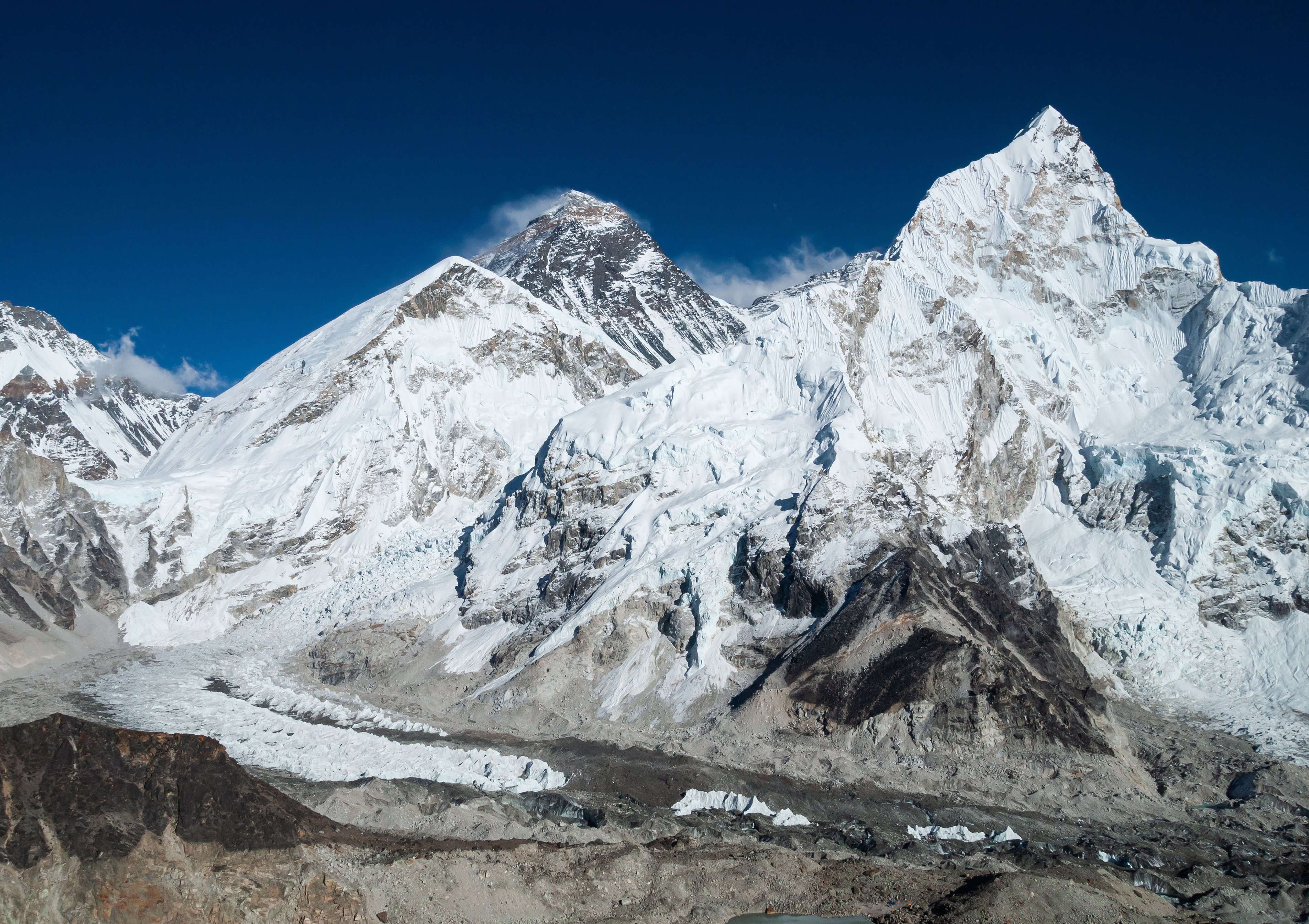
エベレストを中心に捉えたパノラマ写真

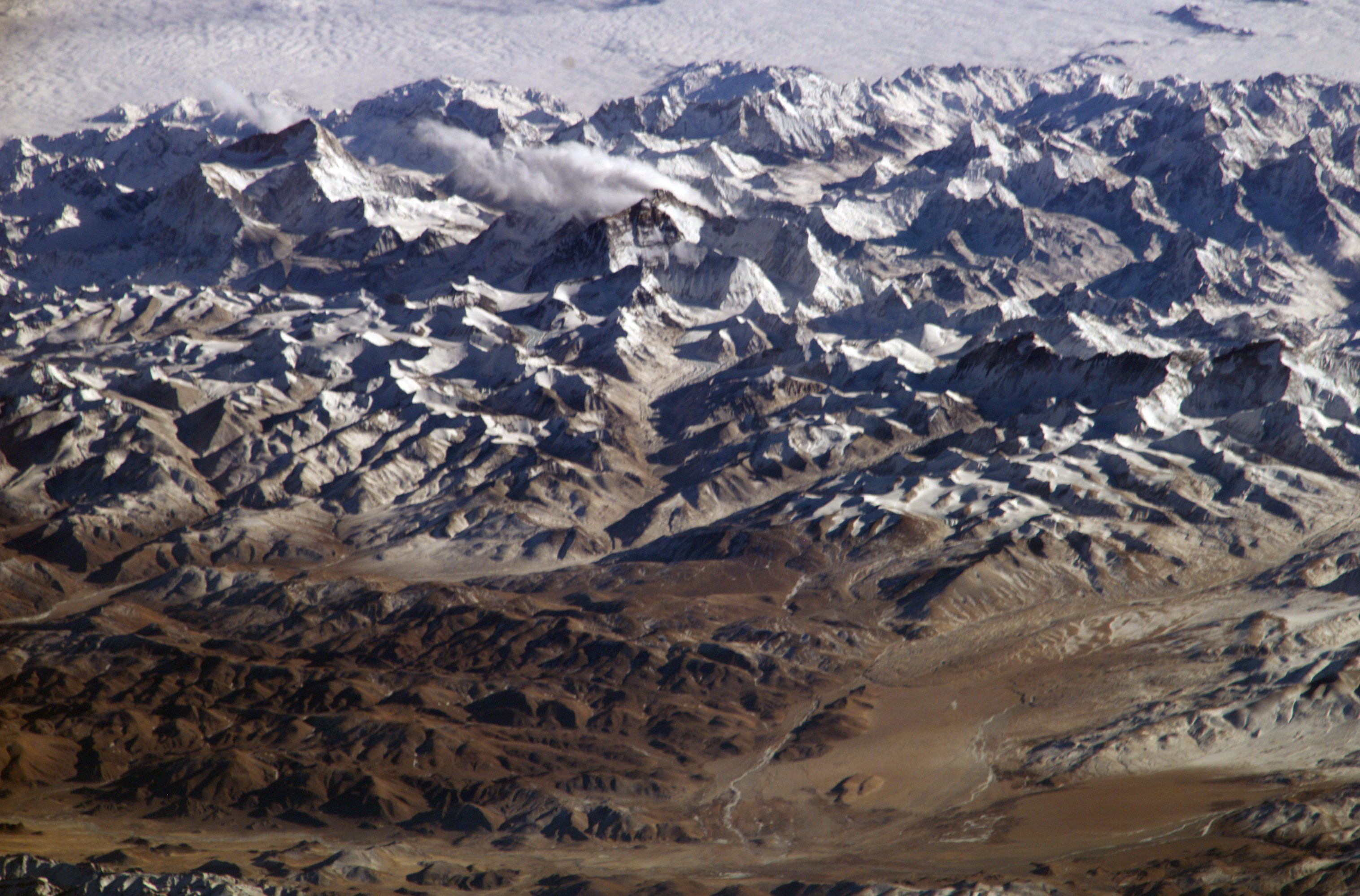
国際宇宙ステーションから望むヒマラヤ山脈

1852年、インド測量局の技師でベンガル出身のインド人測量技師、ラーダナート・シクダールが240 km離れたインドから三角測量した結果、「ピーク15 (Peak XV)」という仮称で呼ばれていた山が世界最高峰であることを発見した。当時ネパールは「禁断の王国」であり、外国人は入ることはできなかったため、より近距離での測量は不可能だった。測量の結果によればピーク15の標高は約8840 mだった。
現在最新の標高は8848.86 mとされているが、ほかにもいくつかの異なる標高が測量結果として報告されている。2番目に高い山はK2で、標高8611 mである。2005年5月22日、中国のエベレスト測量隊はエベレストに登頂、数か月にわたる測量の結果、同年10月9日にエベレストの標高は 8844.43±0.21 mと公式に発表した。彼らはこの数値がこれまででもっとも正確な標高であるとしている。しかし、この標高はもっとも高い岩石の部分に基づくもので頂上部分の氷や雪は含んでおらず、モンブランやテンリタグといったほかの高峰の標高の基準と異なっている。測量隊は雪と氷の厚みも測量しており、この結果は3.5 mだったことから、8848 mという従来の測量結果に誤りはなかったことになる。しかし実際のところ雪と氷の厚みは変化するため、正確なGPSによる測量がなければ、厳密な標高を求めることは不可能とされている。
現在もっともよく知られている8848 mという標高は、1955年のインドによる従来より近距離からの測量によって、初めて求められたものである。1975年の中国による測量でも同様の結果が得られた (8848.13 m)。どちらも頂上部分の氷雪の厚みを含んだものである。1999年5月、ブラッドフォード・ウォッシュバーン率いるアメリカエベレスト遠征隊は山頂にGPSユニットを設置、8850 mという測量結果を発表した。これによれば岩石部分の標高は8850 m、氷雪を含めるとさらに1 m高いとされている。ネパール政府は正式にこの測量結果を認めていないが、この数値は広く用いられている。1999年と2005年の調査双方にジオイドの不確かさという問題が指摘されている。
エベレストの標高は周辺のプレートテクトニクスにより年々高くなっており、山頂も北東へと移動していると考えられている。現在2つの報告書が、エベレストは4 mm/年の速さで標高が高くなっており、また山頂は年3–6 mmの速さで北東へ移動しているとしている。しかし、ほかの報告書の中には横方向への移動はもっと速く（27 mm/年）、標高は縮むことさえあるとしているものもある。またエベレスト山頂では風化が激しく、地殻変動によって一時的に8848 mを超えてもその分は侵食されてしまうため、エベレストの標高はこれ以上高くならないという説もある。
エベレストはもっとも高い海抜高度をもつ山である。しかし、ハワイのマウナ・ケアとエクアドルのチンボラソがエベレストに代わる「世界最高峰」とする主張もある。マウナ・ケアの海面からの標高は4205 mだが、海底からの高さを考慮すればその標高は10203 mを超えることになる。また海抜高度6267 mのチンボラソ頂上はアンデス山脈の最高峰ですらないが、地球の形状は赤道に近づくほどに膨れており、地球の中心からの高さは6384.4 kmになる。これは、エベレストの6382.3 kmよりも2168 m高い。
また、もっとも深い海であるマリアナ海溝のチャレンジャー海淵（深さ約10900 m）はエベレストの標高よりも深い。もしエベレストをチャレンジャー海淵の深さに沈めたとすれば、山頂は2 kmの深度に沈むこととなる。

## 地質

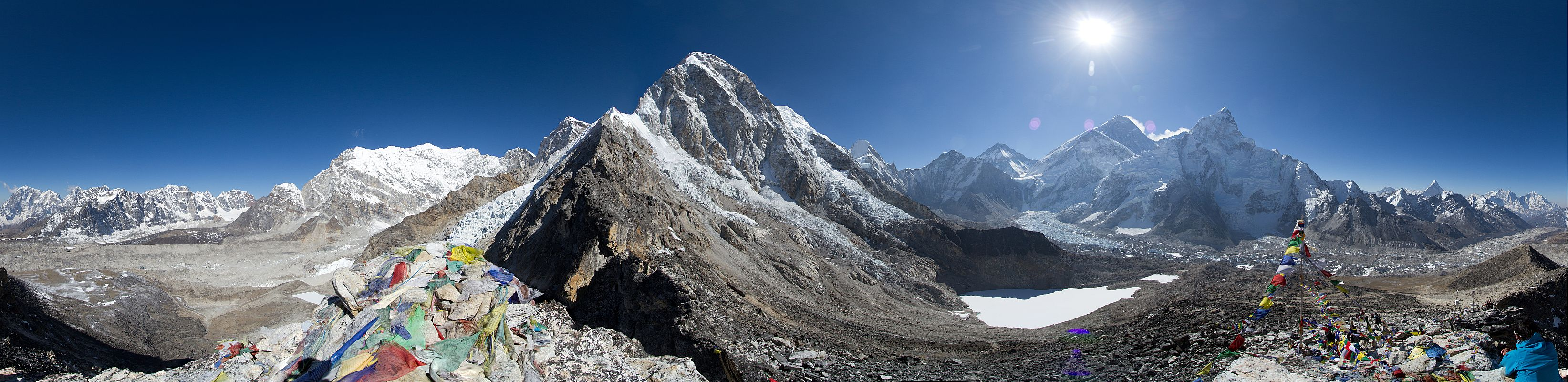
エベレスト・ベースキャンプからの眺め

3つの層
山体はチョモランマ層、ノース・コル層、ロンブク層の3つに区分される。それぞれが低角度の衝上断層で境される異地岩体である。ゴンドワナ大陸の一部であったインド亜大陸が白亜紀にマダガスカル島から分離し、新生代にユーラシア大陸に衝突し、ヒマラヤ山脈ができた。頂上から8600 mのチョモランマ層はエベレスト層とも呼ばれ、石灰岩、ドロマイト、シルト岩からなる。オルドビス紀を示す三葉虫やウミユリの破片を含む。
標高ごとの地層
8600 mから7000 mのノース・コル層のうち、上部8200 mまでが有名な「イエローバンド」で、エベレストの写真にはっきり写る白い帯である。大理石が風化して黄褐色になったもので、ウミユリを含む。8200 mから7600 mは千枚岩と片岩からなる。7600 mから7000 mは片岩に大理石薄層が挟まれる。以上の変成岩は泥岩、頁岩、砂岩、石灰岩などからなるフリッシュが変成作用を受けたものである。7000 mより下のロンブク層は片岩と片麻岩で、さまざまな厚さの白粒岩の岩脈と岩床が無数に貫入している。

## 生態系
山の主な生態系は氷河であるが、周辺部の南側に森林、北側に草原と湿地が広がる。植物として主にカバノキ、ビャクシン属、ヒマラヤゴヨウ、モミ属、タケ、バラ属、ツツジ、ツガ属が生え、ヒマラヤトウヒ、ヒマラヤマツ、オニノヤガラ、オタネニンジン、サンシチニンジン、インドイチイ、スイセイジュ、ワタゲトウヒレンなどの固有種や絶滅危惧種がある。
山および周辺にはハヌマンラングール、アッサムモンキー、ヒマラヤタール、ウンピョウ、レッサーパンダ、ヒマラヤグマ、コツメカワウソ、ジャングルキャット、アジアゴールデンキャット、ゴーラル、ユキヒョウ、チベットノロバ、チベットガゼル、アルガリ、バーラル、オオヤマネコ、ヒグマ、ジャコウジカ、ノヤク、ナキウサギ、チベットオオカミ、ハエトリグモ（Euophrys omnisuperstes）などの動物が生息している。また、一帯にはヒオドシジュケイ、ニジキジ、ベニキジ、オグロヅル、キガシラウミワシ、チベットセッケイ、ヒマラヤハゲワシ、モリフクロウ、コミミズク、ヒゲワシ、イワヒバリ、シロボシマシコ、ベニハシガラス、ホシガラス、イヌワシ、ムラサキツグミなどの鳥類が生息し、ヒマラヤハゲワシ、インドガンなどはエベレストを飛び越えることができる。
南側にセイクレッド・ヒマラヤ・ランドスケープ（ネパール、インド、ブータン）という保護区があり、カンチェンゾンガ国立公園、サガルマータ国立公園、ランタン国立公園などもその域内にある。北側のヤルンツァンポ川の分水界まで広がるチョモランマ国家級自然保護区（中国）は2004年にユネスコの生物圏保護区に登録された。

## 登頂史

### 遠征隊実現まで
1893年、探検家として知られ、政務官を務めていたフランシス・ヤングハズバンドと第5グルカ・ライフル連隊の勇将として鳴らしていたチャールズ・グランヴィル・ブルース (Charles Granville Bruce) 准将がチトラル（現在のパキスタン）のポロ球戯場でエベレスト登頂について話し合ったのが、具体的なエベレスト登頂計画の嚆矢であるといわれる。1907年にはイギリス山岳会の創立50周年記念行事としてエベレスト遠征隊の派遣が提案されたが、実現しなかった。しかし、北極点到達（1909年）および南極点制覇（1911年）の競争に敗れたことで、イギリスが帝国の栄誉を「第三の極地」エベレストの征服にかけていくことになる。遠征計画は第一次大戦の勃発によって先送りになるが、戦争の終結とともにイギリス山岳会と王立地理学協会がエベレスト委員会を組織し、ヤングハズバンドが委員長となって、エベレスト遠征計画の具体化が始まった。

### 第1次遠征隊
1921年、エベレスト委員会によって組織・実行。
第1次は登頂そのものでなく、登頂のための周辺調査とルート確認を目的として英国を出発。インドのカルカッタに上陸後、ダージリンからチベットを回り込んでエベレストを目指した。チベットのカンパ・ゾンでは、体調がすぐれなかったケラス博士が心臓発作で亡くなるというアクシデントに見舞われたが、遠征隊はエベレストのノース・コル（North Col、チャン・ラとも呼ばれる、標高7020 m）にいたるルートを確認するとともに、エベレスト周辺の詳細な地図を初めて作成することに成功して帰国した。

#### 参加者
- チャールズ・ハワード＝ベリー (Charles Howard-Bury) 中佐 - 隊長。中央アジアを巡回した経験を持つ歴戦の英雄。当初はグルカ連隊で長年勤務し、地理に明るく、地元民の信頼も厚いチャールズ・グランヴィル・ブルース准将が隊長に適任とみられたが、軍務に影響があるという理由で回避された。
- アレクサンダー・ケラス (Alexander Kellas) 博士 - カシミール地方に詳しく高度と人体の影響に関しての専門家であった。
- オリヴァー・ウィーラー (Oliver Wheeler) - 医師。
- ヘンリー・モーズヘッド (Henry Morshead) - 測量班としてのちにインド測量局の長官をつとめることになる。
- アレクサンダー・ヘロン (Alexander Heron) - インド測量局局員。
- ハロルド・レイバーン (Harold Raeburn)、 - 50代のベテラン登山家。登攀部隊のリーダー。
- ジョージ・マロリー - 若手登山家として知られていた。
- ジョージ・フィンチ - オーストラリア生まれ。同じく若手登山家として知られるが、直前になって健康を理由にメンバーから外された。
- ガイ・ブロック (Guy Bullock)  - フィンチに代わるマロリーの登山仲間で、マロリーの推薦によって選ばれた。

### 第2次遠征隊
1922年組織・実行。
3度の頂上アタックを行った。7620 mの地点に設けられた第5キャンプから第1次アタックチームを率いたマロリーは、酸素ボンベなどは信頼性が低いと考えてこれを用いず、サマヴィルやノートンらと無酸素で北東稜の稜線に達した。薄い空気に苦しみながら、一同は8225 mという当時の人類の最高到達高度の記録を打ちたてたが、天候が変化し、時間が遅くなっていたため、それ以上の登攀ができなかった。次にジョージ・フィンチとウェイクフィールド、ジェフリー・ブルースからなる第2次アタックチームは酸素ボンベをかついで5月27日に8321 mの高さまで驚異的なスピードで到達することに成功した。ブルースの持っていた酸素器具の不調で第2次チームが戻ってくると、マロリーはフィンチ、サマヴィルと第3次アタックチームを編成して山頂を目指そうとした。しかし、マロリーらがシェルパとともにノース・コル目指して斜面を歩いているとき、雪崩が発生して7名のシェルパが落命したため、一行は失意のうちにベースキャンプに戻り遠征は終了した。

#### 参加者
- チャールズ・グランヴィル・ブルース准将 - 隊長として宿願であった。
- エドワード・リーズル・ストラット (Edward Lisle Strutt) 大佐 - 副隊長。
- ジョージ・フィンチ - 前回不参加者。
- ハワード・サマヴィル (Howard Somervell) 博士 -  前回不参加者。
- エドワード・ノートン -  前回不参加者。
- トム・ロングスタッフ - 同地方の地理にも詳しい医師。
- アーサー・ウェイクフィールド (Arthur Wakefield) 博士 - 同じく医師。
- ジェフリー・ブルース (Geoffrey Bruce) 大尉 - ブルース准将の甥でやはりグルカ連隊所。
- ジョン・モリス (John Morris) 大尉 - ブルース大尉の同僚。
- マロリー - 前回のメンバー。
- モーズヘッド - 前回のメンバー。
- ジョン・ノエル (John Baptist Lucius Noel) 大尉 - 遠征隊の模様を映写機で撮影することになる。

### 第3次遠征隊
1924年組織・実行。
2月28日にリヴァプールを出航、3月にダージリンへ到着し、3月の終わりにダージリンから陸路でエベレストを目指した。4月28日、遠征隊はロンブクに到着してベースキャンプを設営し、そこから順にキャンプをあげていった。彼らは7000 m付近に第4キャンプを設けて頂上アタックの拠点とし、そこから頂上までの間に2つのキャンプを設けることにした。ノートンはサマヴィルとともに酸素ボンベなしで頂上を目指し、途中から一人で北壁をトラバースし標高8572 mに到達、人類の最高到達記録を更新したが引き返した。マロリーは6月8日、22歳の若いアンドリュー・アーヴィン1人を連れて第6キャンプを出発、酸素ボンベを使用して山頂を目指した。2人はこのまま行方不明になり、第3次遠征隊は山を下りた。さらに許可のないロンシャール谷に入っていたこと、彼らが帰国後に上映した記録映画の中で紹介されたチベット人の習俗が不正確であったことが当時のダライ・ラマを怒らせ、以後9年間エベレスト入山の許可が出なかった。

#### 参加者
- チャールズ・ブルース准将 - 第2次同様に隊長だったが、ダージリンからエベレストまでの道中でマラリアのため離脱。エベレスト登山はこれが最後となり、1939年に死去した。
- ノートン大佐 - 副隊長だったが、ブルース准将の離脱で隊長となった。
- マロリー - 経験者。
- ジェフリー・ブルース - 経験者。
- サマヴィル - 経験者。
- ベントリー・ビーサム (Bentley Beetham)
- E・シェビア (E. O. Shebbeare)
- ノエル・オデール - 地質学者。
- アンドリュー・アーヴィン
- その他

### 第4次遠征隊から第二次世界大戦前まで
1933年、イギリス第4次遠征隊。隊長ヒュー・ラットレッジ (Hugh Ruttledge)、隊員にはフランク・スマイス (Frank Smythe)、ジャック・ロングランド (Jack Longland)、パーシー・ウィン＝ハリス (Percy Wyn-Harris)、レイモンド・グリーン (Raymond Greene)、ローレンス・ウェイジャー、エドワード・シェビア (Edward Shebbeare)、トム・ブロックルバンク (Tom Brocklebank)、1922年隊にも参加したコリン・クロフォード (Colin Crawford) らがおり、のちに遠征隊の隊長を務める歴戦の登山家エリック・シプトンもその中に含まれていた。この遠征では高度8570 mが最高で登頂はできなかったが、ウィン＝ハリスが頂上近くでアーヴィンのものとされるアイス・アックスを発見したことで有名になる。同隊ははじめてエベレスト遠征にラジオを持参した。
なお、1933年4月3日、スコットランドの貴族、第14代ハミルトン公爵ダグラス・ダグラス＝ハミルトンが操縦席がむき出しの複葉機（ウエストランド機）に乗り込み、エベレスト山頂の上を飛び越えるとともに史上初めてエベレストの空撮に成功した。
1934年、イギリスの奇人モーリス・ウィルソン (Maurice Wilson) が飛行機を山腹に不時着させ単独登頂をするという計画を立てたが、不許可となる。登山経験のないウィルソンは「霊的な助け」によって頂上にたどりつけると信じ、2人のシェルパを雇ってノース・コルのふもとまで上がったが行方不明になる。シェルパ2人は生還し、ウィルソンの失踪を報告した。
1935年、イギリス第5次遠征隊。登頂目的でなく、エリック・シプトンをリーダーにモンスーン時の気候を調査する目的で派遣された小規模のグループだった。ノース・コルのふもとでテントに包まれたモーリス・ウィルソンの遺体と日記を発見（日記には、登山経験のないウィルソンの失敗の経緯が綴られていた。遺体は近くのクレバスへ埋葬された）。隊には1938年隊の隊長になるビル・ティルマン (Bill Tilman) がいた。また、ニュージーランド出身のダン・ブライアントをシプトンが気に入ったことが、のちにエドモンド・ヒラリーが遠征隊に参加する道を開くことになる。有名なテンジン・ノルゲイが若手シェルパとしてエベレスト行に初参加した。
1936年、イギリス第6次遠征隊。1933年の失敗を批判されて以来、隊長就任を固辞していたラットレッジが適任者不在を理由で再び隊長に引っ張り出された。1924年隊のノエル・オデールも参加を打診されたが、年齢を理由に辞退している。エリック・シプトン、フランク・スマイス、ウィン＝ハリス、チャールズ・ウォレン、ピーター・オリヴァーらが参加。日程の当初は雪も少なく天候にも恵まれて成果が期待されたが、直後に例年よりも早いモンスーンが到来したため、隊はほとんど何も成果を得られず帰国。「最低の遠征隊」と酷評されることになる。
1938年、イギリス第7次遠征隊。隊長はビル・ティルマン。再び小規模な遠征隊を組むことにし、隊員としてシプトン、スマイス、ウォレン、オリバーら経験者が選ばれた。古参のノエル・オデールも再び参加。天候の悪化のため登頂を断念し、遠征隊は帰還。

### 第二次世界大戦から初登頂前まで
翌年以降は第二次世界大戦の影響で登山は行われなかった。
1949年、ネパールが鎖国を解き、初めてネパール側の登山が可能になる。逆に、それまで唯一のルートだったチベット側は中国の支配下に置かれたことで閉鎖された。ネパールの開国は、戦前アジアに強い影響力を持ったイギリスが独占してきたエベレスト遠征に、世界各国に門戸が開かれたことを意味していた。
1951年、イギリスのマイケル・ウォード、トム・ボーディロン (Tom Bourdillon)、ビル・マーリがネパール側から入って山頂へのルート探索を行うことにし、エリック・シプトンを隊長として迎える。ネパール到着後、クムト・パルバット遠征を終えたニュージーランド隊から2名、アール・リディフォードとエドモンド・ヒラリーが参加。シプトンは1935年にメンバーだったニュージーランド人ダン・ブライアントに好印象を持っており、そのことがニュージーランド人の参加につながった。一行は難所アイスフォールを突破しウェスタン・クウムにいたる、現在でもよく使われる南東稜ルートを発見する。この遠征の帰途メンルン氷河の近くでシプトンは雪上に残る「巨大な足跡」を発見、のちに未知の生物「イエティ」のものだと喧伝されることになる。
1952年、スイスがネパールから1952年の入山許可を得たが、イギリスは1953年の入山許可しか得られなかった。動揺したイギリスは合同遠征隊を提案するが拒否される。スイス隊はエドゥアール・ウィス・デュナンを隊長とし、アルプスで鳴らした屈指の登山家たちレイモン・ランベール (Raymond Lambert)、アンドレ・ロッシュ、ルネ・ディテール、エルンスト・ホッフシュテッターらを擁してエベレストに挑んだ。同隊はシェルパとしてテンジン・ノルゲイを指名して参加を要請、テンジンはこれが4度目のエベレスト登攀になった。一行はアイス・フォールを超え、巨大なクレバスに道をさえぎられたが、ジャン・ジャック・アスパーがザイルをつかってクレバスの反対側に渡ることに成功し、そこに橋をかけてウェスタン・クウムへの道を開いた。最終的にランデールとテンジンがそれまでの最高高度8611 mに達し、頂上は目前だったが天候に恵まれず撤退。この年、ソ連が秘密裏に遠征隊を送り込んで壊滅したといううわさが西側メディアで流れたが、詳細は明らかにならなかった。

### 初登頂そして条件別初登頂記録

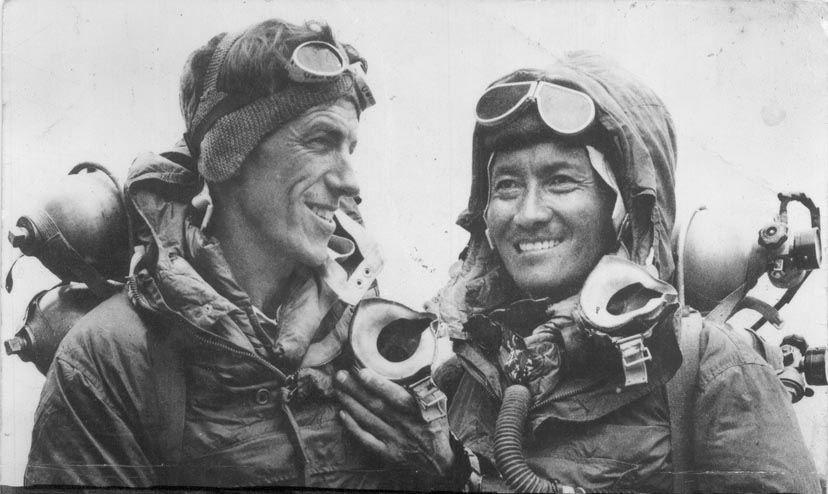
1953年に初登頂したエドモンド・ヒラリー（左）とテンジン・ノルゲイ（右）

1953年、酸素装備の改良、登攀技術の研鑽などによって満を持したイギリス隊が送り込まれる。この機会を逃せば次の派遣は数年後になっており、翌年以降各国が続々と隊を送り込む予定だったため、イギリスは強い意気込みで1953年隊を送り出した。隊長はベテランのシプトンに一旦決まったものの、第60ライフル連隊のジョン・ハント (John Hunt) 大佐が推挙されてもめにもめた。その後、突如シプトンが隊長という決定が覆され、ハントが隊長に代わった。このときのトラブルの心痛から、シプトンは登山界の表舞台を去ることになる。遠征隊は順調にキャンプを前進させていき、2つの頂上アタックチームを送り出した。まず最初のチャールズ・エバンスとトム・ボーディロンのチームが5月26日にアタック、南峰（8749 m）を制したが酸素不足で撤退した。後に続いたエドモンド・ヒラリーとシェルパのテンジン・ノルゲイの第2チームが5月29日午前11時30分に世界初の登頂に成功、同年2月6日のエリザベス2世の戴冠と時期を同じくする偉業にイギリスは沸き、マロリー以来の宿願を果たした。
1960年5月25日、中国隊がセカンドステップを超えて北東側からの初登頂に成功。同隊が夜間登頂したため、頂上での写真撮影がなかったことなどから、この登頂は長く西側諸国から疑いの目で見られていたが、現在ではほぼ認定されている（下記リスト参照）。
1963年5月22日、アメリカ隊が登頂に成功。初縦走も成し遂げる。
1965年5月20日、21名からなるインド隊（M・コーリ隊長）が登頂に成功、シェルパのナワン・ゴンブは史上初めて2度エベレストの頂上に立った人物となった（1度目は1963年のアメリカ隊と成功）。
ネパール政府により、外国人による登山が1966年から1968年まで全面禁止となる。
1970年5月11日、日本山岳会エベレスト登山隊（総隊長・松方三郎、登攀隊長・大塚博美）の松浦輝夫と植村直己が日本人として初めて登頂に成功した。
1973年、イタリア隊のリナルド・カレル、ミルコ・ミヌッツォら5人が登頂しイタリア人として初のエベレスト登頂。実業家グイド・モンジーノが組織したこの隊は、イタリア人隊員は隊長も含め64人、雇用したシェルパも100人にのぼり、ジェット機とヘリコプターで搬入した物資は50トンにおよぶなど単独の登山隊としては最大級の規模であった。
1975年5月16日、田部井淳子が女性として世界で初めて登頂に成功した。11日後の5月27日には中国隊の9人が北東側から登頂し、チベット族女性パンドゥが女性第2登を果たした。

### 1990年代以降
1996年5月10日、8名が死亡する大量遭難死が発生した（エヴェレスト大量遭難参照）。同シーズンにさらに4名の遭難があり、1シーズンで12名の死者が出た。
1999年5月1日、アメリカのマロリー&アーヴィン捜索隊が標高8160 m付近でマロリーの遺体を発見した。マロリーたちが持参していたカメラ、ヴェスト・ポケット・コダックが発見されればエベレスト登山史上最大の謎が解けることになるが、いまだ発見にいたっていない。しかし、登頂に成功した暁に置いてくるつもりだった彼の妻の写真が遺留品になかったことから、ジョージ・マロリーが登頂に成功していたのではないかという説を唱える人も多い。なお、マロリー&アーヴィン捜索隊は2001年にも捜索活動を行い、前回発見できなかったアーヴィンの遺体とカメラを捜索したが、このときの捜索では何も発見できなかった。
2008年5月8日、2008年北京オリンピックの聖火リレーの一環として、聖火を持った登山隊がエベレストに登頂した。
2012年5月19日、異常高温によりルート工作が難航したため待機させられていた大量の登山隊が開通時に一斉に押し寄せ、1日で234人が登頂し大渋滞が発生。これを遠因として登頂後に高山病を発症した4人が死亡した。この年はいくつかの登山ツアーは山頂までの登頂を諦めている。
2014年4月18日、ネパール側ルート上のクーンブ氷河中にある「ポップコーン・フィールド」付近を、西稜の肩の懸垂氷河の崩落を原因とした大雪崩が直撃。ルート工作中のシェルパが多数巻き込まれ16人が死亡（死者はすべてネパール人ガイド）。この事故死をきっかけにシェルパ側から事故時の補償を拡充する声が高まり、登山のサポートを事実上ボイコット。334人が登頂を断念している。また、ネパール観光局は、シェルパの保険金を2014年9月以降、引き上げる措置を講じている。
2015年4月25日、同日発生したネパール地震の影響で大規模な雪崩がベースキャンプを直撃し、日本人1人を含む18人が死亡。エベレスト史上最悪の遭難事故となった。ネパール側では余震によりルート修復が困難になり、キャンプ1とキャンプ2に100人以上が取り残されたがヘリコプターで救助された。一方、この地震を受けて、中国政府はチベット側の登山中止を宣言。この影響で、この年は1974年以来41年ぶりに登頂者が1人も出なかった。

### 主な登頂者
- 1953年5月29日 - （南東稜、初登頂） - イギリスのジョン・ハント隊のニュージーランドの登山家エドモンド・ヒラリーとネパールのテンジン・ノルゲイが、南東稜より世界初のエヴェレスト登頂（1953 British Mount Everest expedition）を果たした。初登頂者となり、ヒラリーはイギリス女王エリザベス2世からサー (Sir) の称号を授けられた。
- 1960年5月24日 - （北東稜、チベット側初登頂） - 王富洲、屈銀華、貢布（中華人民共和国）が登頂。同隊の登頂成功については長らく西側諸国で疑問が持たれていたが、現在ではほぼ認定されている[33]。
- 1963年5月22日 - （西稜初登頂、世界初縦走） - ウィリー・アンソールド（英語版）、トム・ホーンバイン（英語版）がアメリカ人としては初めての登頂。東南稜から下山。
- 1970年5月11日 - （日本人初登頂） - 松浦輝夫・植村直己[注 3][26]
- 1973年10月26日 - （秋季初登頂） - 石黒久・加藤保男[34]
- 1975年5月16日 - （女性初登頂） - 田部井淳子
  - 9月24日 - （南西壁初登頂） - ドゥーガル・ハストン、ダグ・スコット
- 1978年5月8日 - （無酸素初登頂） - ラインホルト・メスナー、ペーター・ハベラー
- 1979年5月13日 - （ロー峠からの西稜完全縦走） - アンドレイ・シュトレムフェリ、イェルネイ・ザプロトニク
- 1980年2月17日 - （冬期初登頂） - クシストフ・ヴィエリツキ、レーチェク・チヒ
  - 5月19日 - （南峰直登ルート初登頂） - イェジ・ククチカ、アンドレイ・ジョック
  - 5月30日 - （北壁初登頂） - 重広恒夫、尾崎隆。
  - 8月20日 - （無酸素単独初登頂）（北面未登ルート初登頂） - ラインホルト・メスナー
- 1982年5月4日 - (南西壁～西稜ルート） - エドゥアルド・ミスロフスキ、ヴォロディア・バリベルディン
- 1983年10月8日 - （東壁初登頂） - ルイス・ライハルト、キム・モン、カルロス・ビューラー[35]
- 1988年5月5日 - （世界初山頂衛星生中継） - 日本テレビチョモランマ登山調査隊（同社の開局35周年記念特別番組の取材）
  - 9月26日 - （初のパラグライダーによる下山） - ジャン＝マルク・ボワヴァン、山頂から5900 mのキャンプ2まで。
  - 10月14日 - （女性初の無酸素登頂） - リディア・ブレディ（英語版）[36]
- 1995年5月11日 - （北東稜完全縦走による登頂） - 古野淳、井本重喜[37]
- 2000年10月7日 - （初のスキー下山） - ダボ・カルニカール、山頂からベースキャンプまで、スキーを脱がずに下山[注 4]。
- 2005年5月14日 - （航空機による山頂への初着陸） - ディディエ・デルサーユ（ユーロコプター社所属パイロット）が操縦するヘリコプターAS350 B3が山頂に数分間にわたり着地。同時に航空機による世界最高高度への着陸記録も達成した。
- 2008年5月8日 - 北京オリンピックの聖火が午前9時17分頂上に到達した（2008年北京オリンピックのエベレスト登頂）。女性登山者の吉吉らの手でリレーされ、チベット民族女性のズレンワンモが最終走者を務めた。

### 主な登頂の記録

#### 最年少、最高齢
- 最年少登頂 - ジョーダン・ロメロ、13歳10か月（2010年5月22日）
- 女性最年少登頂 - マラバト・プルナ、13歳11か月（2014年5月25日）。チベット側から登頂[39]。
- 最高齢登頂 - 三浦雄一郎、80歳（2013年5月23日）（標高6500 mのC2からヘリコプターで下山[40]）
  - 女性最高齢登頂 - 渡辺玉枝、73歳（2012年5月19日）[41][42]

#### 複数回登頂
- 無酸素での最多登頂 - 1996年5月23日 アン・リタ、無酸素で10回登頂。
- 最多登頂 - 2024年5月22日 カミ・リタ・シェルパ、30回[43]
  - 女性最多登頂 - 2022年5月12日 ラクパ・シェルパ、10回[44]
  - 日本人最多登頂 - 2018年5月17日 倉岡裕之、9回
- 女性初の2往復 - 2012年5月12日, 5月19日 チュリム・シェルパがベースキャンプと山頂の間を1週間で2往復[45]

#### 障害者による登頂
- 初の義足者による登頂 - 1998年5月27日 トム・ホイッテーカー
- 初の全盲者による登頂 - 2001年5月25日 エリック・ヴァイエンマイヤー
- 初の片腕切断者による登頂 - 2003年5月23日 ゲイリー・ギュラー[46]
- 初の両足義足者による登頂 - 2006年5月15日 マーク・イングリス[47]
- 初の両腕切断者による登頂 - 2013年5月20日 スダルシャン・ゴータム[48][49]
- 義足者による登頂、女性初 - 2013年5月21日 アルニマ・シンハ[50]
- 初の全聾者による登頂 - 2016年5月21日 田村聡

## 登山

### 登山者数

2010年までの年ごとの登頂者数の推移

登頂者数は2010年時点で3142人（のべ5104人）で、その中の142人（のべ173人）が無酸素で登頂している。2012年には登頂者数が3842人（うち女性は219人）となり、1週間にベースキャンプから山頂まで2往復する女性も現れた。商業登山や公募隊が盛んになり、登山者数はますます増加する傾向にある。登頂のためのノウハウが蓄積され、死亡率は減少傾向に、登頂成功率は上昇傾向にある。登山者の増加により、渋滞が問題になっており、渋滞によりヒラリー・ステップで2時間半 – 4時間待つこともあり、ヒラリー・ステップを簡単に素早く登れるように2013年現在、固定ロープだけでなくはしごも設置することが検討されている。2018年には登頂者は807人と過去最高となった。2019年5月22日には200人以上が頂上を目指し、頂上から登山者が数珠つなぎになって渋滞した。渋滞に12時間も巻き込まれて体調を崩して死亡する登山者も出てきている。

### 入山料と費用
エベレストに入山するには入山料を支払わないと登れないシステムになっている。2015年時点の入山料は、ネパール側では春の通常ルート（南東稜）で1人あたり1万1000ドルであったが、2025年からは1万5000ドルに値上げした。ほかにリエゾン・オフィサーや医療サポート、ロープ設置などの名目で1500ドルほどかかる。春以外の季節、または通常ルート以外のルートでは、入山料はこれよりも安くなる。2014年の価格改定時に1人で登る場合の入山料が値下げされたが、団体割引がなくなっている。チベット側の入山料は1人あたり7000ドルである（2015年時点）。中国側では許可証を発行する中国チベット登山協会により毎年発表される。料金には装備を運ぶヤクをはじめ、地元のガイド、通訳、チベット自治区ラサからのベースキャンプまでの交通費が含まれたものとなっておりネパール側よりも高額である。
登山ツアー（商業公募隊）が多数あり、2015年現在、ネパールからの通常ルートの場合、入山料などのすべての諸経費込みで3万5000 – 8万5000ドル程度となっている。ネパールからの通常ルートは、シーズンごとに各隊のシェルパが固定ロープ、はしごを設置し、それに沿って登山する形となり、氷壁などを登る必要などはない。チベット側からの登山は難易度が相対的に高くなっているが、こちらも公募隊が多数組まれている。商業公募隊には品質のばらつきがあり、死亡率の高いものも存在する。最近の日本人による登頂のほとんどが商業公募隊かテレビ局の撮影をともなうものになっている。

### 商業登山への懸念と批判
エドモンド・ヒラリーは登山ツアーを「商業活動」と批判している。田部井淳子も、現地ネパール人の助けがあって登頂に成功したが、今では助けを得られるかはお金次第であると述べ、登山の過度の商業化を危惧した。また登山者数の増加にともない、ネパール側、チベット側の2つのノーマルルートで渋滞が発生し、それが誘引となって遭難する案件も出てきている。2005年にはチベット側だけで35グループのエベレスト登山ガイド隊が活動しており、一連の登山ビジネスの活発化が山に対する敬意や畏怖の念を薄れさせると懸念する声も上がっている。

### 遭難
登山ルートには、随所に120体もの遭難者の遺体が放置され、凍結か、乾燥によりミイラ化している。遺体の中には登山ルートの目印となっているものもある。遭難死の7割は下山時に発生している。
ネパール側のエベレスト以外（K2など）の山も含めたヒマラヤ山脈での標高8500 m以上の山の登山での死亡率は以下の通り。
| 時期            | 位置                 | 登山者（シェルパ・ガイド除く） | 登山者（シェルパ・ガイド除く） | 登山者（シェルパ・ガイド除く） | シェルパ・ガイド | シェルパ・ガイド | シェルパ・ガイド | 全登山者 | 全登山者 | 全登山者 |
| 時期            | 位置                 | 総数                           | 死亡者数                       | 死亡率                         | 総数             | 死亡者数         | 死亡率           | 総数     | 死亡者数 | 死亡率   |
| --------------- | -------------------- | ------------------------------ | ------------------------------ | ------------------------------ | ---------------- | ---------------- | ---------------- | -------- | -------- | -------- |
| 1950年 – 1989年 | 標高8500 m以上の山   | 3451                           | 75                             | 2.17 %                         | 2705             | 47               | 1.74 %           | 6156     | 122      | 1.98 %   |
| 1990年 – 2006年 | 標高8500 m以上の山   | 6401                           | 92                             | 1.44 %                         | 4379             | 30               | 0.69 %           | 10780    | 122      | 1.13 %   |
| 1990年 – 2006年 | エベレスト通常ルート | 4549                           | 64                             | 1.41 %                         | 3380             | 22               | 0.65 %           | 7929     | 86       | 1.08 %   |

登山ツアーの1つであるHimalayan Experienceの客の登頂成功率は、悪天候とシェルパの死により誰も登らなかった2012年を除くと、客を毎年20名前後取るようになった2003 – 2011年で60 – 82 %（この数字はガイド・シェルパを含まず）である。
日本人専用の登山ツアーとしてアドベンチャーガイズがあり、2004 – 2013年にガイドを除いて23名参加し、17名登頂成功、2名死亡（死亡事例はいずれもガイド自身がエベレスト登頂未経験のケースに発生）。

### 制限

#### 年齢
ネパール側の登山ルートは成人（16歳以上）のみ登山ができる年齢制限がかかっており、2010年9月より中国側登山ルートによる登山が18歳から60歳に年齢制限がかかる。制限導入の背景は、従来より若年層による登山にはより大きな危険がともなうと批判が出ていたこと、最年少記録更新のヒートアップが予想されたことなどがある。ただし中国側の規制は強制ではなく、2014年には13歳のマラバト・プルナが中国側から女性最年少登頂を果たしている。
最高齢登頂記録に関して、2013年に日本の三浦雄一郎が80歳で登頂して記録を更新した一方、2017年に記録更新を目指した85歳のネパール人の男性登山家がベースキャンプで心臓発作により死亡している。この事例を受け、ネパール登山協会のシェルパ会長は、個人的な意見と断ったうえで「今こそ規制が必要」とコメントしている。

#### 人数
2017年12月28日、ネパールは単独登山者の入山を法律で禁止した。

### ゴミ問題
登山ルートには度重なる登山のゴミが廃棄されており、生態系に与える影響や水質汚染が懸念されている。ネパール政府は、自分が出したゴミとは別に1人あたり8キログラムのゴミを持ち帰るよう義務づける、新しい規制を2014年から導入した。ゴミを回収することを目的とした登山が行われることもある。
2017年には、ネパール側で25トン近いゴミと15トンの屎尿が持ち帰られたが、デポジット金没収のペナルティを受容して山にゴミを残す登山者も多く、ゴミの量は増え続けている。
2019年8月15日、ネパール政府はエベレスト周辺のゴミを減らすために、2020年より厚さ30 μm以下の使い捨てのプラスチック製品や飲料用プラスチック製ボトルなどの使用を禁止する措置を発表した。
登山者の排泄物による環境汚染も問題視されており、ネパールは2024年からエベレスト登山者に排泄物をベースキャンプまで持ち帰ることを義務付けた。

### トレッキング
上記のようにエベレストの山頂へと登ることは熟練の登山家でも危険をともなうが、一方で南麓であるネパール側の6000 m以下のエベレストの山腹まではそれほどの難所もなく、高山病対策さえあれば一般の観光客でもトレッキングを楽しむことは可能であり、世界中から多くの観光客が訪れる。日本でもいくつかの旅行社がエベレスト・トレッキングツアーを催行しており、参加者も多い。また単独で、または登山ガイドをつけての個人トレッキングも可能である。
トレッキングを行う場合、まずネパールの首都カトマンズから飛行機でルクラ村へと向かう（テンジン・ヒラリー空港も参照）。ここから北のエベレスト山腹へと向かう道はエベレスト街道と呼ばれ、多くの登山客が行きかう。ルクラ村の手前にある路線バスの終点ジリ村から徒歩で数日かけルクラまで歩くことも出来る。
ルクラから北へ向かうと、この地方でもっとも大きく登山基地となっているナムチェ村を通り、やがて西のゴーキョ・ピークと東のカラ・パタールへ向かう2つの登山道が分岐する。ゴーキョ・ピークは標高5483 m、カラ・パタールは5545 mの地点にあり、どちらも眼前にエベレストを望むことができる。

## 周辺
- エベレストの北には世界一高い派出所である「チョモランマ派出所」が中国人民武装警察部隊のチベット国境警備隊によって2008年に建設されている[79]。